# Saturnino Rocha
Saturnino Antônio da Rocha (Porto Alegre, 25 de julho de 1956) é um cineasta brasileiro.
Nos anos 1970, foi operador de câmera na TV Difusora. Mais tarde, na publicidade, foi diretor de algumas centenas de comerciais. Em 1984 foi diretor assistente de "Overdose - Beijo Ardente", de Flávia Moraes. A partir de 1998 dirigiu uma série de documentários e especiais para a RBS TV.
Seu primeiro longa-metragem, "O Gato", levou 18 anos para ser concluído. Livremente inspirado em um conto de Augusto Boal, o filme foi rodado em 16 mm em São José do Norte entre março e abril de 1986, com Giuseppe Oristânio e Nora Prado nos papéis principais. Mas, devido a problemas financeiros, só pôde ser finalizado em dezembro de 2004, com apoio do Fumproarte e co-produção da Casa de Cinema de Porto Alegre.
Seu segundo longa, "Tango, uma Paixão" (2008) é um documentário musical sobre o fascínio que o tango argentino exerce sobre os portoalegrenses.
Desde 2007, é membro do Conselho Estadual de Cultura do Rio Grande do Sul.
Seu terceiro longa, "Nada Vai Nos Separar", é um documentário sobre os 100 anos do Sport Club Internacional, lançado nos cinemas em agosto de 2009 e no mercado de DVD no mês seguinte.
Atualmente, finaliza "Espia só", documentário de longa-metragem sobre o compositor gaúcho Otávio Dutra, considerado um dos pioneiros da música popular urbana do Rio Grande do Sul..

## Filmografia
- 2009: "Nada Vai Nos Separar" (longa)
- 2008: "Tango, uma Paixão" (longa)
- 2006: "A Oitava" (especial de TV, série "Histórias Curtas")
- 2005: "O Gato" (longa)
- 2002: "Um Pobre Homem" (especial de TV, série "Histórias do Sul")